# 布洛马尔
布洛马尔（法語：Blomard，法語發音：[blɔmaʁ]）是法国阿列省的一个市镇，位于该省南部偏西，属于蒙吕松区。

## 地理
布洛马尔（46°17'22"N, 2°58'38"E）面积22.37 平方千米，位于法国奥弗涅-罗讷-阿尔卑斯大区阿列省，该省份为法国中部省份，北起涅夫勒省、西北接谢尔省，西南至克勒兹省，南至多姆山省，东南临卢瓦尔省，东临索恩-卢瓦尔省。
与布洛马尔接壤的市镇（或旧市镇、城区）包括：阿列省博讷、蒙马罗、圣博内德富尔、圣马塞尔昂米拉、塔尔热、韦尔尼斯。

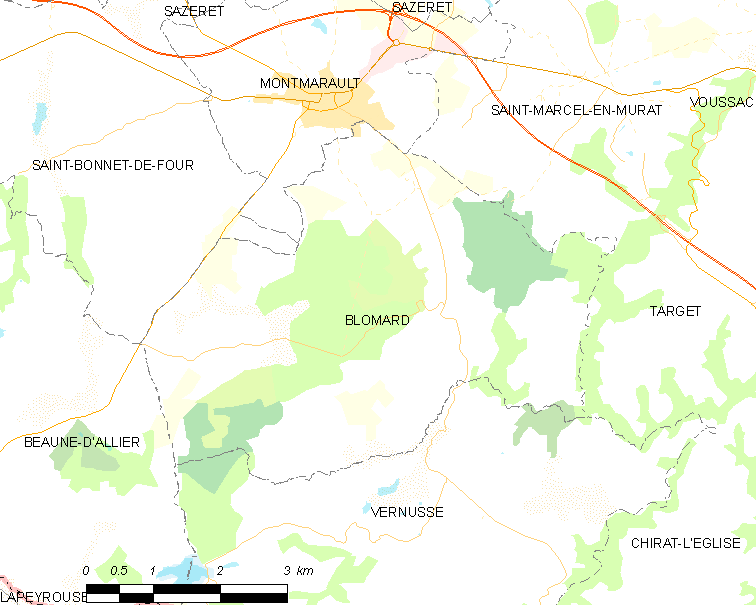
布洛马尔的OSM定位图

布洛马尔的时区为UTC+01:00、UTC+02:00（夏令时）。

## 行政
布洛马尔的邮政编码为03390，INSEE市镇编码为03032。

## 政治
布洛马尔所属的省级选区为科芒特里县。

## 人口

1962-2008年间布洛马尔人口变化图示

布洛马尔于2022年1月1日时的人口数量为229人。